# Htop
htop – program wyświetlający informacje o aktualnym obciążeniu systemu przez poszczególne procesy działający w konsoli systemu Unix.
Wyświetlane dane mogą być sortowane według zużywanej mocy obliczeniowej procesora, ilości zajmowanej pamięci RAM, czasu działania, numeru procesu itd. Zastosowanie programu htop jest takie samo jak w przypadku polecenia top, posiada on jednak wygodniejszy dla użytkownika interfejs.

## Udoskonalenia w htop w stosunku do top
- możliwość przewijania listy procesów w poziomie i pionie
- krótszy czas uruchamiania programu
- brak potrzeby wpisywania numeru procesu, aby go zabić, lub zmienić priorytet
- obsługuje operacje myszą